# Чижиков Олексій Іванович
Олексій Іванович Чижиков (1 жовтня 1921, Вотроса, Новгородська область, РРСФР — 17 вересня 1993, Київ) — радянський військовий лікар, полковник медичної служби, заслужений лікар УРСР (1979), начальник 408-го Окружного військового госпіталю Київського військового округу (1977—1986).

## Біографія
Народився 1921 року в селі Вотроса (Новгородська область, Росія) в родині селян.
В 1939—1943 роках був слухачем Військово-медичної академії імені С. М. Кірова. Після цього (в 1943 р.) вчився в ад'юнктурі академії по неврології, закінчити яку у зв'язку з воєнним часом не встиг.
В 1943 р. почав службу молодшим лікарем 255-го гвардійського стрілецького полку 65-ї стрілецької дивізії 10-ї армії, пізніше перебував на посаді старшого лікаря, а вже у 1944—1945 р. — дивізійний лікар того ж полку.
1945—1946 р. — командир медико-санітарного батальйону 22-ї гвардійської дивізії 10-ї армії.
1946—1947 р. — старший лікар 1-ї школи з підготовки молодших спеціалістів Ленінградського військового округу.
1946—1947 р. — старший лікар 8-го кулеметно-артилерійського полку Ленінградського військового округу.
1948—1951 р. — командир 237-ї окремої медико-санітарної роти Групи радянських військ у Німеччині.
1951 −1955 р. — командир 279-го Окремого медико-санітарного батальйону 38-ї армії Прикарпатського військового округу.
1955—1957 р. — слухач командно-медичного факультету Військово-медичної академії імені С. М. Кірова.
1957—1958 р. — начальник 747-го військового госпіталю Одеського військового округу.
1958—1964 р. — заступник начальника 1248-го групового госпіталю по медичній частині Південної групи військ.
1964—1972 р. — начальник 333-го Окружного військового госпіталю Сибірського військового округу.
1972—1975 р. — начальник відділу лікувальної і бойової підготовки військово-медичного управління Групи радянських військ у Німеччині.
1975—1977 р. — головний токсиколог Київського військового округу.
1977—1986 р. — начальник 408-го Окружного військового госпіталю Київського військового округу.

Могила Олексія Чижикова

Помер 17 вересня 1993 року. Похований в Києві на Лук'янівському військовому кладовищі.